# Agrochola postmarginata
Agrochola postmarginata là một loài bướm đêm trong họ Noctuidae.